# Pasir Panjang
Pasir Panjang – stacja podziemna Mass Rapid Transit (MRT) na Circle Line w Singapurze. Położona jest na obszarze Pasir Panjang.